# Карачаево-Черкесия
Карача́ево-Черке́сия, или Карача́ево-Черке́сская Респу́блика (карач.-балк. Къарачай-Черкес Республика, кабард.-черк. Къэрэшей-Адыгэ Республикэ, абаз. Къарча-Черкес Республика, ног. Карашай-Шеркеш Республика), — субъект Российской Федерации, республика в её составе. Входит в состав Северо-Кавказского федерального округа, является частью Северо-Кавказского экономического района.
Столица — город Черкесск.
Граничит на западе с Краснодарским краем, на севере со Ставропольским краем, на востоке — с Кабардино-Балкарской Республикой, на юге, вдоль Главного Кавказского хребта — с Грузией (на части её международно признанных территорий — с частично признанной Республикой Абхазия).
Образована 12 января 1922 года как Карачаево-Черкесская автономная область, в 1992 году преобразована в республику.
Государственные языки: абазинский, карачаевский, ногайский, русский и черкесский. Русский язык, согласно Конституции республики, является также языком межнационального общения и официального делопроизводства.

## География и природа
Карачаево-Черкесия располагается в предгорьях северо-западного Кавказа. Находится в европейской части России.
Состоит из 10 муниципальных районов — Абазинского, Адыге-Хабльского, Зеленчукского, Карачаевского, Малокарачаевского, Ногайского, Прикубанского, Урупского, Усть-Джегутинского, Хабезского и двух городов республиканского подчинения — Карачаевска и Черкесска.
Климат умеренно тёплый, зима короткая, лето тёплое, продолжительное, достаточно увлажнённое. Для климата показательна большая продолжительность солнечного сияния. Средняя температура января −10,2 °C, июля +22,6 °C, самая высокая температура +48 °C, низкая −32 °C. Среднегодовое количество осадков от 480 до 2020 мм.
Большая часть около 86 % Карачаево-Черкесской Республики расположена в горной местности. В пределах республики выделяются 3 зоны: предгорная равнина, предгорья и горы Кавказа. На севере тянутся передовые хребты Большого Кавказа, на юге — Водораздельный и Боковой, их высота достигает 4000 м. К побережью Чёрного моря ведут Марухский и Клухорский перевалы. Военно-Сухумская дорога, проходящая через Клухорский перевал, соединяла Карачаево-Черкесию с Абхазией. На границе с Кабардино-Балкарией расположена гора Эльбрус, две вершины которой — самые высокие вершины Европы.
В республике имеется изобилие водных ресурсов: около 132 высокогорных озёр, множество горных водопадов. Протекают 174 реки, из которых самые крупные — Кубань, Большой и Малый Зеленчук, Уруп, Лаба; имеется Кубанское водохранилище. Действующая в республике система Большого Ставропольского канала является источником водоснабжения для Ставропольского края.
Недра богаты природными ископаемыми: каменный уголь, гранит, мрамор, различные руды и глины. В больших запасах — лечебные минеральные воды, присутствует множество термальных источников.
Карачаево-Черкесия расположена в зоне горных степей и широколиственных лесов. Почвы главным образом чернозёмы и серые лесные. В лесах и высокогорье сохранилась богатая флора и фауна. На территории республики имеется ряд особо охраняемых природных территорий, в том числе Тебердинский заповедник и часть Кавказского заповедника.
Карачаево-Черкесия находится в часовом поясе Московское время (UTC+3:00).

## История
Горная часть Карачаево-Черкесии в конце первого тысячелетия нашей эры входила в государство аланов, сохранились отдельные архитектурные памятники той поры: Зеленчукские, Сентинский, Шоанинский христианские храмы, городища. C первой половины XIX века (по русско-турецкому Адрианопольскому миру 1828 года) территория современной Карачаево-Черкесии входит в состав России как Баталпашинский отдел Кубанской области.
С 1918 года здесь устанавливается советская власть. С 1 апреля 1918 года территория была частью Кубанской Советской Республики, с 28 мая 1918 года — частью Кубано-Черноморской Советской Республики, с 5 июля по декабрь 1918 года — частью Северо-Кавказской Советской Республики. С декабря 1918 по апрель 1920 контролировалась белогвардейскими ВСЮР. С 20 января 1921 года — часть Горской Автономной Советской Социалистической Республики.
12 января 1922 года образована Карачаево-Черкесская автономная область в составе Юго-Восточной области (с 1924 года — Северо-Кавказского края) с центром в станице Баталпашинской (переименованной затем в город Сулимов, Ежово-Черкесск и, наконец, получившей современное название Черкесск).
26 апреля 1926 года постановлением ВЦИК КЧАО разделена на Карачаевскую автономную область, Черкесский национальный округ (с 30 апреля 1928 — автономная область), Баталпашинский и Зеленчукский районы.
Указом Президиума Верховного Совета СССР от 12 октября 1943 года Карачаевская автономная область была ликвидирована, а карачаевцы были обвинены в пособничестве немецким войскам в ходе Битвы за Кавказ и 2 ноября 1943 года депортированы в Среднюю Азию и Казахстан. По итогам ликвидации КАО и депортации южная часть Карачая отошла к Грузинской ССР (как Клухорский район), некоторые населённые пункты в бассейне Большой Лабы — к Краснодарскому краю, а бо́льшая часть была присоединена к Ставропольскому краю.
После реабилитации карачаевцев с разрешением на их возвращение в родные края 12 января 1957 года Черкесская автономная область была преобразована в Карачаево-Черкесскую АО в составе Ставропольского края. Ей были также переданы Зеленчукский, Карачаевский и Усть-Джегутинский районы Ставропольского края.
Указом Президиума Верховного Совета СССР от 14 марта 1955 года Клухорский район передан из Грузинской ССР в РСФСР и вошёл в состав Ставропольского края. После создания в 1957 году Карачаево-Черкесской АО Клухорский район под именем Карачаевского района вошёл в состав этой автономной области.
12 января 1965 года Президиум Верховного Совета РСФСР постановил:
- образовать Урупский район — центр станица Преградная;
- упразднить Урупский промышленный район Карачаево-Черкесской автономной области;
- Адыге-Хабльский, Зеленчукский, Карачаевский, Малокарачаевский, Прикубанский и Хабезский сельские районы Карачаево-Черкесской автономной области преобразовать в районы.

30 ноября 1990 года Совет народных депутатов Карачаево-Черкесской автономной области принял решение о выходе из состава Ставропольского края и преобразовании в Карачаево-Черкесскую Советскую Социалистическую Республику (КЧССР) в составе РСФСР, что было утверждено Верховным Советом РСФСР в законе РСФСР от 3 июля 1991 года № 1537-1. Однако, согласно ст. 104 Конституции РСФСР вопросы национально-государственного устройства Российской Федерации находились в исключительном ведении Съезда народных депутатов РСФСР.
В 1989—1991 созванные национальными движениями съезды отдельных народов Карачаево-Черкесии стали обращаться к руководству РСФСР с просьбой о восстановлении или создании отдельных автономий.
На съездах депутатов всех уровней были провозглашены:
- 18 ноября 1990 года — Карачаевская Советская Социалистическая Республика (с 17 октября 1991 года — Карачаевская Республика);
- 19 августа 1991 года — Баталпашинская Казачья Республика и Зеленчукско-Урупская Казачья Советская Социалистическая Республика (30 ноября 1991 объединившиеся в Верхне-Кубанскую Казачью Республику);
- 27 октября 1991 года — Республика Черкесия;
- в ноябре 1991 года — Абазинская Республика.

После многодневных многотысячных митингов 3 декабря 1991 года постановлением Верховного Совета Карачаево-Черкесии было принято обращение к федеральному центру о признании отдельных республик.
В январе 1992 года Президент России Борис Ельцин был готов признать разделение Карачаево-Черкесии и внёс на рассмотрение в Верховный Совет России проекты законов «О восстановлении Карачаевской автономной области и Черкесской автономной области в составе Российской Федерации». Была создана комиссия Верховного Совета по образованию трёх автономных областей — Карачаевской, Черкесской, Баталпашинской.
28 марта 1992 года состоялся референдум, на котором, согласно официальным результатам, большинство населения Карачаево-Черкесии высказалось против разделения. Разделение узаконено не было, и осталась единая Карачаево-Черкесия.
21 апреля 1992 года Съезд народных депутатов России внёс поправку в Конституцию РСФСР, которая преобразовала Карачаево-Черкесскую автономную область в Карачаево-Черкесскую республику. Данная поправка вступила в силу с момента опубликования в Российской газете 16 мая 1992 года.
Вступившая в силу 25 декабря 1993 года Конституция Российской Федерации подтвердила республиканский статус Карачаево-Черкесии.
30 июля 2008 года президент России Дмитрий Медведев внёс на рассмотрение Народного Собрания (Парламента) Карачаево-Черкесии кандидатуру Бориса Эбзеева для наделения его полномочиями президента республики. Эбзеев с 1991 года работал судьёй Конституционного суда. 5 августа 2008 года на внеочередной сессии депутатов Народного Собрания Бориса Эбзеева единогласно наделили полномочиями президента Карачаево-Черкесии, 4 сентября он официально вступил в должность.
26 февраля 2011 года Б. С. Эбзеев ушёл в отставку по собственному желанию. В тот же день временно исполняющим обязанности Президента Карачаево-Черкесии был назначен начальник федерального государственного учреждения «Управление федеральных автомобильных дорог на территории Карачаево-Черкесской Республики Федерального дорожного агентства» Рашид Темрезов.
28 февраля 2011 года Президент России Медведев внёс кандидатуру Темрезова на рассмотрение Народного Собрания Карачаево-Черкесии для наделения полномочиями главы республики. Его кандидатура была утверждена 1 марта.

## Население
Карачаево-Черкесия является многонациональной республикой: на её территории проживают представители более 80 национальностей. Численность населения республики по данным Росстата составляет 468 599 чел. (2025). Плотность населения — 32,82 чел./км² (2025). Городское население — 
41,38 % (2022).
Коэффициент смертности по данным на конец 2017 года составлял 9,3 промилле (в 2016 году — 9,4 промилле).

### Национальный состав
| Народ                                             | Численность в 2010 году, человек (*. www.gks.ru. Дата обращения: 1 января 2025.) | Численность в 2002 году, человек (*. www.perepis2002.ru. Дата обращения: 1 января 2025.) |
| ------------------------------------------------- | -------------------------------------------------------------------------------- | ---------------------------------------------------------------------------------------- |
| Карачаевцы                                        | ↗ 194 324 (41,0 %)                                                               | 169 198 (38,5 %)                                                                         |
| Русские                                           | ↗ 150 025 (31,6 %)                                                               | 147 878 (33,6 %)                                                                         |
| Черкесы                                           | ↗ 56 466 (11,9 %)                                                                | 49 591 (11,3 %)                                                                          |
| Абазины                                           | ↗ 36 919 (7,8 %)                                                                 | 32 346 (7,4 %)                                                                           |
| Ногайцы                                           | ↗ 15 654 (3,3 %)                                                                 | 14 873 (3,4 %)                                                                           |
| Осетины                                           | ↘ 3142                                                                           | 3333                                                                                     |
| Армяне                                            | ↘ 2737                                                                           | 3197                                                                                     |
| Украинцы                                          | ↘ 1990                                                                           | 3331                                                                                     |
| Татары                                            | ↘ 1696                                                                           | 2021                                                                                     |
| Греки                                             | ↘ 1276                                                                           | 1349                                                                                     |
| Лица, не назвавшие национальность                 | ↗ 3499                                                                           | 88                                                                                       |
| показаны народы c численностью более 1000 человек |                                                                                  |                                                                                          |

По итогам переписи населения 2020 года проживали следующие национальности (национальности менее 1 % и другое, см. в сноске к строке «Другие»)
| Национальность | Численность, чел. | Доля     |
| -------------- | ----------------- | -------- |
| Карачаевцы     | 205 608           | 43,76 %  |
| Русские        | 127 643           | 27,17 %  |
| Черкесы        | 58 867            | 12,53 %  |
| Абазины        | 37 695            | 8,02 %   |
| Ногайцы        | 17 379            | 3,70 %   |
| Другие         | 27 175            | 5,78 %   |
| Итого          | 469 865           | 100,00 % |

## Населённые пункты
Населённые пункты с численностью населения более 5 тысяч человек
| Черкесск     | ↗112 952 |
| Усть-Джегута | ↗31 685  |
| Карачаевск   | ↗23 841  |
| Зеленчукская | ↗20 009  |
| Учкекен      | ↗15 783  |

| Сторожевая | ↗10 315 |
| Псыж       | ↗9381   |
| Теберда    | ↘8963   |
| Преградная | ↗7553   |
| Терезе     | ↘6462   |

| Кардоникская | ↘7586 |
| Хабез        | ↗6740 |
| Курджиново   | ↗6013 |
| Первомайское | ↘6399 |
| Чапаевское   | ↗5632 |

| Али-Бердуковский | ↘5412 |
| Кумыш            | ↗5154 |
| Медногорский     | ↘5459 |

## Административное деление
В рамках административно-территориального устройства КЧР, республика включает следующие административно-территориальные единицы: 2 города республиканского значения (Черкесск, Карачаевск) и 10 районов. Они состоят из 149 населённых пунктов, из них 4 города (Черкесск, Карачаевск, Усть-Джегута и Теберда).
В рамках муниципального устройства республики, в границах её административно-территориальных единиц образованы 100 муниципальных образований: 2 городских округа, 10 муниципальных районов, в том числе: 83 сельских и 5 городских поселений.
Города республиканского значения (городские округа) и районы (муниципальные районы)
| Название                                            | Население | Центр                |
| --------------------------------------------------- | --------- | -------------------- |
| Города республиканского значения (городские округа) |           |                      |
| Черкесск (Черкесский городской округ)               | ↘112 789  | город Черкесск       |
| Карачаевск (Карачаевский городской округ)           | ↗41 190   | город Карачаевск     |
| Районы (муниципальные районы)                       |           |                      |
| Абазинский район                                    | ↗18 343   | аул Инжич-Чукун      |
| Адыге-Хабльский район                               | ↗16 376   | аул Адыге-Хабль      |
| Зеленчукский район                                  | ↘53 414   | станица Зеленчукская |
| Карачаевский район                                  | ↘31 267   | город Карачаевск     |
| Малокарачаевский район                              | ↘42 623   | село Учкекен         |
| Ногайский район                                     | ↘16 345   | посёлок Эркен-Шахар  |
| Прикубанский район                                  | ↗30 225   | посёлок Кавказский   |
| Урупский район                                      | ↘23 937   | станица Преградная   |
| Усть-Джегутинский район                             | ↗50 962   | город Усть-Джегута   |
| Хабезский район                                     | ↘30 965   | аул Хабез            |

## Экономика
Карачаево-Черкесия — промышленная и аграрная республика. Территорию можно разделить на 2 области. На севере более развито химическое производство, машиностроение и лёгкая промышленность. На юге более характерны добывающая и деревообрабатывающая промышленность и животноводство.
Большое значение для региона имеет также туризм, альпинизм (юг республики) и курортная деятельность (курорты Домбай, Архыз, Теберда и другие).

### Сельское хозяйство
Карачаево-Черкесская Республика является аграрным регионом, сельское хозяйство занимает в ВРП более 40 %. На территории 14,3 тыс. квадратных километров на 1 января 2021 года проживает 465 357 человек, из них больше половины населения в сельской местности — 265 712 человек. Для 80 % сельского населения республики сельское хозяйство является единственным источником дохода. По количеству личных подсобных хозяйств регион занимает четвёртое место в Российской Федерации.
Сельхозугодья занимают ≈ 46,5 % территории, в их структуре — пашня ≈ 24,3 %, многолетние насаждения ≈ 0,7 %, сенокосы ≈ 21,2 %, пастбища ≈ 53,2 % (2020 г.).
Выращивают зерновые (пшеницу, кукурузу), технические (сахарную свёклу, подсолнечник), кормовые культуры, картофель и овоще-бахчевые. Развито садоводство (яблоня, груша, алыча, персик), мясо-молочное скотоводство, овцеводство (разведение полутонкорунных и грубошёрстных пород), птицеводство и коневодство.
Объём производства продукции сельского хозяйства всех сельхозпроизводителей в 2020 году составил
31,4 млрд рублей. Индексы производства в 2020 году: продукция сельского хозяйства 92,4 %, продукция растениеводства 83,6 %, продукция животноводства 100,4 %. Удельный вес продукции животноводства — 58 % (в фактических ценах, в процентах от продукции сельского хозяйства), по сельскохозяйственным организациям 35 %.
Животноводство
Разводят коров (мясная Абердин-ангусская порода), овец (Карачаевская). По численности стада овец Карачаево-Черкесия в 2021 году вошла в топ-10 по Российской Федерации, занимая 6 место (более 1,1 млн овец). Этому способствуют благоприятные природно-климатические условия региона, структура земельных ресурсов, культурные особенности и уклад жизни населения. На сегодняшний день на территории региона действуют семь племенных хозяйств с общим подголовьем племенных животных — 135,3 тыс. голов.
На 1 января 2022 года поголовье крупного рогатого скота в хозяйствах всех сельхозпроизводителей составило 148,5 тыс. голов (-3,4 %), из него коров — 76,6 тыс. голов (+0,6 %), овец и коз — 1157,7 тыс. голов (+4,3 %), поголовье свиней — 1,7 тыс. голов (-13,3 %).
За 2021 год произведено скота и птицы на убой (в живом весе) 58,7 тыс. тонны (+9,7 %), молока — 195,7 тыс. тонны (+0,4 %), яиц — 79,9 млн штук.
На 1 января 2021 года поголовье крупного рогатого скота в хозяйствах всех сельхозпроизводителей составило 150,0 тыс. голов (-6,7 %), из него коров — 76,4 тыс. голов (-4,3 %), овец и коз — 1143,8 тыс. голов (+0,5 %), поголовье свиней — 2,0 тыс. голов (+10,4 %). В структуре поголовья скота на сельскохозяйственные организации приходилось 11,5 % поголовья крупного рогатого скота, 19,6 % — овец и коз; на хозяйства населения — 50,1 %, 7,9 %; на крестьянские (фермерские) хозяйства — 38,4 %, 72,5 %, соответственно.
В 2020 году произведено молока 198,6 тыс. тонн, рост за год на 2,8 %. Оперативная информация по надоям в регионах России.
Растениеводство
Выращивают пшеницу (озимую, яровую), ячмень (озимый, яровой), овёс, гречиху, просо, кукурузу (зерно), зернобобовые, сахарную свёклу, подсолнечник, рапс (озимый), картофель, огурцы (ЗГ), томаты (ЗГ), яблоки, груши, однолетние травы, цветы (розы).
Карачаево-Черкесия в 2021 году вошла в десятку регионов-лидеров по производству тепличных овощей. С начала года в зимних теплицах выращено 423 тыс. тонн овощей и зелёных культур, что на 40,5 % больше показателя за аналогичный период 2020 года (301 тыс. тонн). В том числе урожай тепличных огурцов составляет 271,0 тыс. тонн (+28,2 %), томатов — 142,7 тыс. тонн (+72,3 %). По итогам 2021 года — по прогнозу, урожай в зимних теплицах превысит 1,4 млн тонн. В десятку регионов-лидеров по производству входят Липецкая, Московская, Волгоградская, Калужская, Новосибирская области, Краснодарский и Ставропольский края, Карачаево-Черкесия, Татарстан и Башкортостан.
В 2021 году валовой сбор зерна (в весе после доработки) в хозяйствах всех категорий увеличился на 15 % и составил 406,2 тыс. тонн, сахарной свеклы — на 34,7 % (181,5 тыс. тонн), подсолнечника на зерно — в 3,5 раза (24,2 тыс. тонн), овощи открытого грунта — на 0,5 % (21,7 тыс. тонн). В структуре производства зерна увеличился удельный вес ячменя и пшеницы (с 5,0 % до 5,3 %, с 13,8 % до 20,8 %, соответственно).
В 2020 году валовый сбор зерновых и зернобобовых культур составил 172,5 тыс. тонн, при урожайности — 31,2 ц/га. На 3 ноября убрано на площади — 55 277 га. Кукурузы на зерно убрано — 32 635 га, намолочено — 114,8 тыс. тонн, урожайность — 35,1 ц/га. Сои убрано — 190 га, намолочено — 137 тонн, урожайность — 7,2 ц/га.
Плодоводство
В ближайшие 5 лет, до 2026 года, в Карачаево-Черкесии планируется высадить сады на площади не менее 5 тысяч гектаров, что даст региону почти 5 тысяч рабочих мест для жителей сельской местности/
В 2022 году планируется собрать около 10 тонн персиков. Глава Карачаево-Черкесии принял решение о расширении площадей высадки персиковых садов. Предприятие «Сады Карачаево-Черкесии» совместно с региональным Правительством ведет работы по поиску нового участка для закладки большого персикового сада.
| тыс. гектар | 192,3 | 155,2 | 142 | 117,6 | 121,9 | 141,9 | 114,9 |

### Энергетика
По состоянию на октябрь 2020 года, на территории Карачаево-Черкесии эксплуатировались 11 электростанций общей мощностью 572,56 МВт, в том числе шесть ГЭС, одна ГЭС-ГАЭС, одна ГАЭС и три тепловые электростанции. В 2018 году они произвели 483 млн кВт⋅ч электроэнергии (без учёта Кубанских ГЭС-1, ГЭС-2 и ГАЭС, находящихся на территории Карачаево-Черкесии, но организационно входящих в энергосистему Ставропольского края). Особенностью энергетики Карачаево-Черкесии является высокая доля гидроэнергетики, а также расположение на территории региона двух из трёх имеющихся в России гидроаккумулирующих электростанций.

## Образование
В Карачаево-Черкесии действует два высших учебных заведения: Карачаево-Черкесский государственный университет в Карачаевске и Северо-Кавказская государственная академия в Черкесске. Кроме того, открыто несколько филиалов вузов из других регионов России.
Республика с 1 апреля 2010 года участвовала в проведении эксперимента по преподаванию курса «Основы религиозных культур и светской этики» (включает «Основы православной культуры», «Основы исламской культуры», «Основы буддийской культуры», «Основы иудейской культуры», «Основы мировых религиозных культур» и «Основы светской этики»).

## Политическое устройство
Орган законодательной власти — Народное собрание (Парламент), которое избирается на основе всеобщего равного и прямого избирательного права при тайном голосовании. Численность 50 человек, избирается раз в пять лет.
Орган исполнительной власти — Правительство. В состав Правительства Карачаево-Черкесской Республики входят Председатель Правительства, первые заместители и заместители Председателя Правительства, министры. Председатель Правительства назначается на должность Главой Республики с согласия Народного Собрания.
Единоличный орган исполнительной власти — Глава Карачаево-Черкесской Республики, избираемый на должность Народным Собранием (Парламентом) Карачаево-Черкесии из числа кандидатур, внесённых Президентом РФ по представлению политических партий, присутствующих в составе Народного Собрания или в составе Государственной думы РФ.
Карачаево-Черкесия как субъект Федерации направляет своих сенаторов в верхнюю палату Федерального Собрания (Совет Федерации), один сенатор от Народного Собрания (Парламента) республики, второй от исполнительного органа власти республики (назначается Главой).